# دالي ارتشر
دالي ارتشر (بالإنجليزية: Dale Archer)‏ هو مقدم برامج إذاعية أمريكي، ولد في 12 أكتوبر 1956 في نيو أورلينز في الولايات المتحدة.